# Rolf Schweizer (Museumsleiter)
Rolf Schweizer (* 18. November 1932 in Murrhardt) ist ein deutscher Naturwissenschaftler, Archäologe, Buchautor, Heimatforscher, zoologischer Präparator und ehemaliger Leiter des Carl-Schweizer-Museums in Murrhardt. Schweizer war als Kommunalpolitiker aktiv.

## Leben

### Jugend und Ausbildung
Schweizer begann sich schon in jungen Jahren für die Geschichte seiner Heimatstadt zu interessieren. Als Schüler organisierte er 1948 Stadt- und Kirchenführungen in Murrhardt. Nach bestandenem Abitur begann Schweizer eine Ausbildung zum Tierpräparator und half seinem Vater beim Neuaufbau des privaten Carl-Schweizer-Museums, welches sein Großvater einst gegründet hatte. Von 1952 bis 1957 studierte Schweizer an der Universität Tübingen Zoologie und Botanik sowie Geologie und Paläontologie. Anschließend ging er in die Schweiz und war von 1957 bis 1960 als wissenschaftlicher Mitarbeiter an der Universität Zürich tätig. 1960 promovierte er in Tübingen zum Doktor der Naturwissenschaften.

### Archäologische Aktivitäten
Von 1961 bis 1971 unternahm Schweizer mit Rentnern und anderen Freiwilligen Ausgrabungen am Limes. Dabei gelang es Schweizer, die Überreste von fünf römischen Wachtürmen auf dem Stadtgebiet von Murrhardt freizulegen und zu konservieren. Ab 1963 nahm Schweizer bei Ausgrabungen in der Walterichskirche in Murrhardt teil, bei denen das Grab des Heiligen Walterich entdeckt wurde.  Von 1964 bis 1967 leitete er im Auftrag des Landesdenkmalamtes Grabungen in Unterregenbach, Schwäbisch-Hall Großcomburg, Crailsheim und Obersontheim. Grabungen im Kastell Murrhardt  folgten in den Jahren 1971 - 1986. 1973 leitete Schweizer die Grabung in der Murrhardter Stadtkirche. Weiterhin war Schweizer von 1960 bis 1982 als Murrhardter Heimatpfleger tätig. Auf sein Wirken geht die Sanierung zahlreicher Fachwerkgebäude am Marktplatz und die Sanierung des Langen Baus (Ökonomiegebäude) im Klosterhof zurück. Seit 2003 ist Schweizer als städtischer Beauftragter für den örtlichen Limesabschnitt  tätig. 2010 entdeckte er gemeinsam mit seinem Sohn Christian Reste eines römischen Badehauses in Murrhardt.

### Weiteres Engagement
Von 1968 bis 1984 war Schweizer Stadtrat in Murrhardt auf der Liste der SPD. Weiterhin gehörte er von 1969 bis 1980 dem Kreistag an. Von 1979 bis 1987 war er Vorsitzender der Volkshochschule Murrhardt. Von 1981 bis 2011 engagierte er sich als ehrenamtlicher Naturschutzbeauftragter im Rems-Murr Kreis. Schweizer engagierte sich stark für den Wiederaufbau der sogenannten Pilgerstaffel an der Walterichskirche. Der Wiederaufbau der Ende der 1940er Jahre abgebrochenen Treppe konnte 2020 realisiert werden.

## Ehrungen
- Bundesverdienstkreuz (1982)[2]
- Heimatpreis des Rems-Murr-Kreises (1990)[2]
- Bürgermedaille der Stadt Murrhardt (2012)[2]

## Werke
- St. Walterich und sein Kloster in Murrhardt – Sein Leben und Wirken. Geiger-Verlag, Horb am Neckar 2013, ISBN 978-3-86595-522-7.